# N’Guigmi (Departement)
N’Guigmi [nɡiɡˈmi] ist ein Departement in der Region Diffa in Niger.

## Geographie

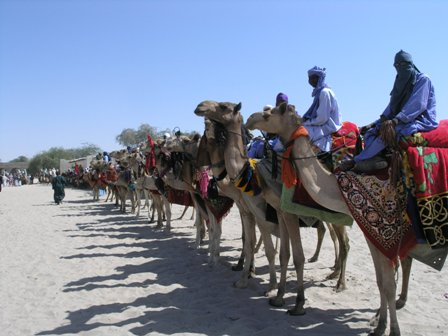
Kamelreiter in N’Guigmi

Das Departement liegt im Südosten des Landes und grenzt an Tschad. Es besteht aus der Stadtgemeinde N’Guigmi und der Landgemeinde Kabléwa. Der namensgebende Hauptort des Departements ist N’Guigmi.

## Geschichte
Nach der Unabhängigkeit Nigers im Jahr 1960 wurde das Staatsgebiet in 32 Bezirke (circonscriptions) aufgeteilt. Einer davon war der Bezirk N’Guigmi. 1964 gliederte eine Verwaltungsreform Niger in sieben Departements, die Vorgänger der späteren Regionen, und 32 Arrondissements, die Vorgänger der späteren Departements. Im Zuge dessen wurde der Bezirk N’Guigmi in das Arrondissement N’Guigmi umgewandelt, wobei der Kanton Komadougou, bis dahin Teil des Bezirks N’Guigmi, dem neuen Arrondissement Diffa zugeschlagen wurde. Pläne aus den 1960er Jahren, N’Gourti als eigenes Arrondissement aus N’Guigmi herauszulösen, wurden damals nicht umgesetzt.
Im Jahr 1998 wurden die bisherigen Arrondissements Nigers in Departements umgewandelt, an deren Spitze jeweils ein vom Ministerrat ernannter Präfekt steht. Die Gliederung des Departements in Gemeinden besteht seit dem Jahr 2002. Zuvor bestand es aus dem städtischen Zentrum N’Guigmi, dem Kanton N’Guigmi und einer Restzone. 2011 wurde N’Gourti als eigenes Departement aus dem Departement N’Guigmi herausgelöst.

## Bevölkerung
Das Departement N’Guigmi hat gemäß der Volkszählung 2012 73.374 Einwohner. Bei der Volkszählung 2001, vor der Herauslösung von N’Gourti, waren es 55.047 Einwohner, bei der Volkszählung 1988 28.193 Einwohner und bei der Volkszählung 1977 32.277 Einwohner. Das Departement N’Guigmi ist ein Hauptsiedlungsgebiet der Tubu in Niger. In N’Guigmi leben Angehörige der Daza, neben den Téda eine von zwei Untergruppen der Tubu.

## Verwaltung
An der Spitze des Departements steht ein Präfekt (französisch: préfet), der vom Ministerrat auf Vorschlag des Innenministers ernannt wird.
| Amtszeit                      | Name                                                       |
| ----------------------------- | ---------------------------------------------------------- |
| …                             |                                                            |
| bis 21. Aug. 2009             | Hamed Khamis                                               |
| 21. Aug. 2009 – 15. Apr. 2010 | Idé Abdou                                                  |
| 15. Apr. 2010 – 3. Jun. 2011  | Lompo Chaibou                                              |
| 3. Jun. 2011 – 4. Dez. 2013   | Bako Mahamane Batouré                                      |
| 4. Dez. 2013 – 29. Jul. 2016  | Barmou Aboubakar Nakata (alias Barmou Aboubacar Nakata)    |
| 29. Jul. 2016 – 9. Okt. 2018  | Issoufou Abdou Sido (alias Issoufou Sido Abdou)            |
| 9. Okt. 2018 – 15. Nov. 2018  | Fougou Boucar (alias Fougou Boukar)                        |
| 15. Nov. 2018 – 30. Nov. 2018 | Abdoul Moumouni Ghousmane (alias Ghousmane Abdoulmoumoune) |
| 30. Nov. 2018 – 4. Dez. 2020  | Fougou Boucar (alias Fougou Boukar)                        |
| 8. Dez. 2020 – 24. Aug. 2023  | Mamane Moustapha Bello Adam (alias Adam Bello)             |
| seit 24. Aug. 2023            | Issaka Assoumane                                           |